# Эбоссе, Альбер
Альбе́р Домини́к Эбоссе́ Боджонго́ Дика́ (фр. Albert Dominique Ebossé Bodjongo Dika), более известный, как Альбе́р Эбоссе́ (фр. Albert Ebossé;у 6 октября 1989, Дуала — 23 августа 2014, Тизи-Узу) — камерунский футболист, нападающий. Погиб в результате беспорядков на матче чемпионата Алжира.

## Карьера
С 2008 года выступал за различные клубы Камеруна: «Котон Спорт», «Юниспорт», «Дуала АК». В 2012 году был подписан малайзийским клубом «Перак».
В июле 2013 года подписал контракт с алжирской командой «Кабилия». Стал лучшим бомбардиром сезона 2013/14 в Алжире, забив 17 голов в 30 матчах. В сезоне 2014/15 забил 2 гола в двух играх.

## Гибель
23 августа 2014 года в Альбера Эбоссе с трибун был запущен посторонний предмет, который попал ему в голову. Инцидент произошёл во время матча между ФК «Кабилия» и «УСМ Алжир», когда команды покидали поле после окончания игры. Поединок закончился со счётом 2:1 в пользу «УСМ Алжир». Единственный мяч с пенальти за «Кабилию» забил именно Эбоссе. Через несколько часов футболист скончался в больнице Тизи-Узу.
Был похоронен на кладбище Ндогсимби в Дуале.

### Расследование
Власти Алжира начали расследование инцидента. Министр внутренних дел Алжира Тайеб Белаиз взял расследование под личный контроль. На время расследования «Стадион 1 ноября 1954», где «Кабилия» проводила домашние матчи, закрыт, а самой команде матчи чемпионата нужно будет проводить за пределами провинции Тизи-Узу. 7 сентября этого же года министр спорта Алжира сообщил, что запущенный в Эбоссе предмет — зазубренный кусок шифера, идентичный найденным на стройке около стадиона.

## Титулы и достижения
- Чемпион Камеруна (2): 2008, 2010
- Серебряный призёр чемпионата Алжира (1): 2014
- Лучший бомбардир чемпионата Алжира в сезоне 2013—2014[17].